# Sankt Thomas av Aquino katolska församling
Sankt Thomas av Aquino katolska församling är en romersk-katolsk församling i Lund. Den tillhör Stockholms katolska stift. Församlingen grundades 1970. Församlingslokaler och kyrka ligger sedan 1986 på Stora Tomegatan 15 i Lund.

## Historik
Redan på 1200-talet fanns i Lund Sankt Thomas kyrka, som var helgad åt ”Sankt Thomas”, med vilket kan ha avsetts antingen dominikanbrodern Thomas av Aquino eller den engelske biskopen Thomas Becket. Kyrkan låg på eller vid Lilla Tomegatan, strax norr om platsen för den nuvarande kyrkan, men den revs efter reformationen i Danmark 1536. Stora Tomegatan har fått sitt namn efter den medeltida kyrkan.
På 1920-talet fanns ett embryo till katolsk församling i Lund. Stadens fåtaliga katoliker träffades då hemma hos varandra för att fira mässa. 1930 kunde man inviga Sankt Knuts kapell, två rum vid Lilla Södergatan 3B. Varannan söndag kom en präst från Malmös katolska församling för att förrätta mässan för 20-30 deltagare.
Efter andra världskriget kom katoliker från Polen och andra länder till Lund. 1947 fanns det 146 katoliker i staden, varav 70 polacker och 9 svenskar. Dominikanorden i Stockholm köpte detta år en  fastighet på Råbygatan 9A och inredde där ett kapell, S:t Thomas av Aquinos kapell. Två präster från orden började sin verksamhet i Lund, bland dem Michel de Paillerets.
På 1950- och 1960-talen växte gruppen katoliker i Lund med både invandrare och konvertiter. Lundakatolikerna tillhörde då Malmös katolska församling men 1970 kunde man bilda Sankt Thomas katolska församling i Lund med Michel de Paillerets som kyrkoherde. I församlingen fanns då drygt 700 medlemmar. Kapellet på Råbygatan hade blivit för litet och man började planera för att bygga en riktig kyrka, Sankt Thomas katolska kyrka på Stora Tomegatan 15. Den stod klar 1986.
Dominikanerna sålde fastigheten vid Råbygatan och köpte i stället ett hus vid Sandgatan 8. 1993 invigdes där S:ta Maria Magdalenas konvent för dominikanbröder verksamma i församlingen.
Församlingen fick allt fler medlemmar. År 1997 var de cirka 2 500, varav hälften invandrare. Söndagsmässan brukade bevistas av 200-300 personer.
Med start under 2018 byggdes Sankt Thomas kyrka ut för att få plats med fler sittplatser. Under ombyggnaden hölls församlingens gudstjänster i Lunds domkyrka. Det innebar att det för första gången sedan 1500-talet hölls regelbundna katolska gudstjänster i domkyrkan. 1 december 2019 återinvigdes Sankt Thomas kyrka av kardinal Anders Arborelius.
År 2020 hade medlemsantalet stigit till 3 500. Församlingen omfattar Lund och orter omkring Lund, från Höör i norr till Staffanstorp i söder. Medlemmarna kommer från världens alla kontinenter. Mässan firas på flera språk.

## Kyrkobyggnad
Redan på det första kyrkorådsmötet i den nya församlingen 1970 beslöt man att verka för att en katolsk kyrka byggdes i Lund. 1977 kunde man för detta ändamål köpa fastigheten vid Stora Tomegatan 15 från Lunds kommun. Det återstod dock många ekonomiska och byråkratiska hinder innan biskop Hubertus Brandenburg kunde ta första spadtaget 1985. Sankt Thomas av Aquinos katolska kyrka invigdes 4 september 1986.
Byggnaden är ritad av arkitekterna Lars Landin, Britt-Marie Landin och Stefan Peterson och färgsatt av Sölve Olsson. Man har anknutit dels till den äldsta kyrkoformen – basilikan – dels till nordisk träarkitektur. Lars Landin vill likna kyrkan vid ett smyckeskrin, ”ett anspråkslöst yttre med en invändig rikedom av ljus, form och färg”. Exteriören ansluter till omgivningens lågmälda arkitektur. Yttermurarna är av målad betong. Taket av zink veckar sig mjukt. Invändigt är golvet av klinker och björk, stommen av limträ och innertaket av björk. Det första som möter besökaren är två runda pelare; de symboliserar apostlarna Petrus och Paulus som bär upp kyrkan.

Det basilikaformade kyrkorummet utgör norra delen av byggnaden där taket höjer sig över kringliggande tak och medger ljusinsläpp. I byggnaden finns också andra lokaler; församlingssal, expedition, Maria-kapell, biktrum, bibliotek, studierum, sakristia, kök, prästbostad m.m. En öppen innergård kan ses som en del av kyrkorummet. Där finns en fontän och en skulptur föreställande Sankt Thomas av Aquino, gjord av Niklas Nihlén. Där fanns 1986 också en klockstapel med två klockor, gåvor från församlingar i Tyskland. När kyrkan byggdes om 2018-2019 krympte gården och klockstapeln flyttades till plats omedelbart väster om byggnaden. Vid ombyggnaden tillkom ny utsmyckning, bland annat glasmålningar.

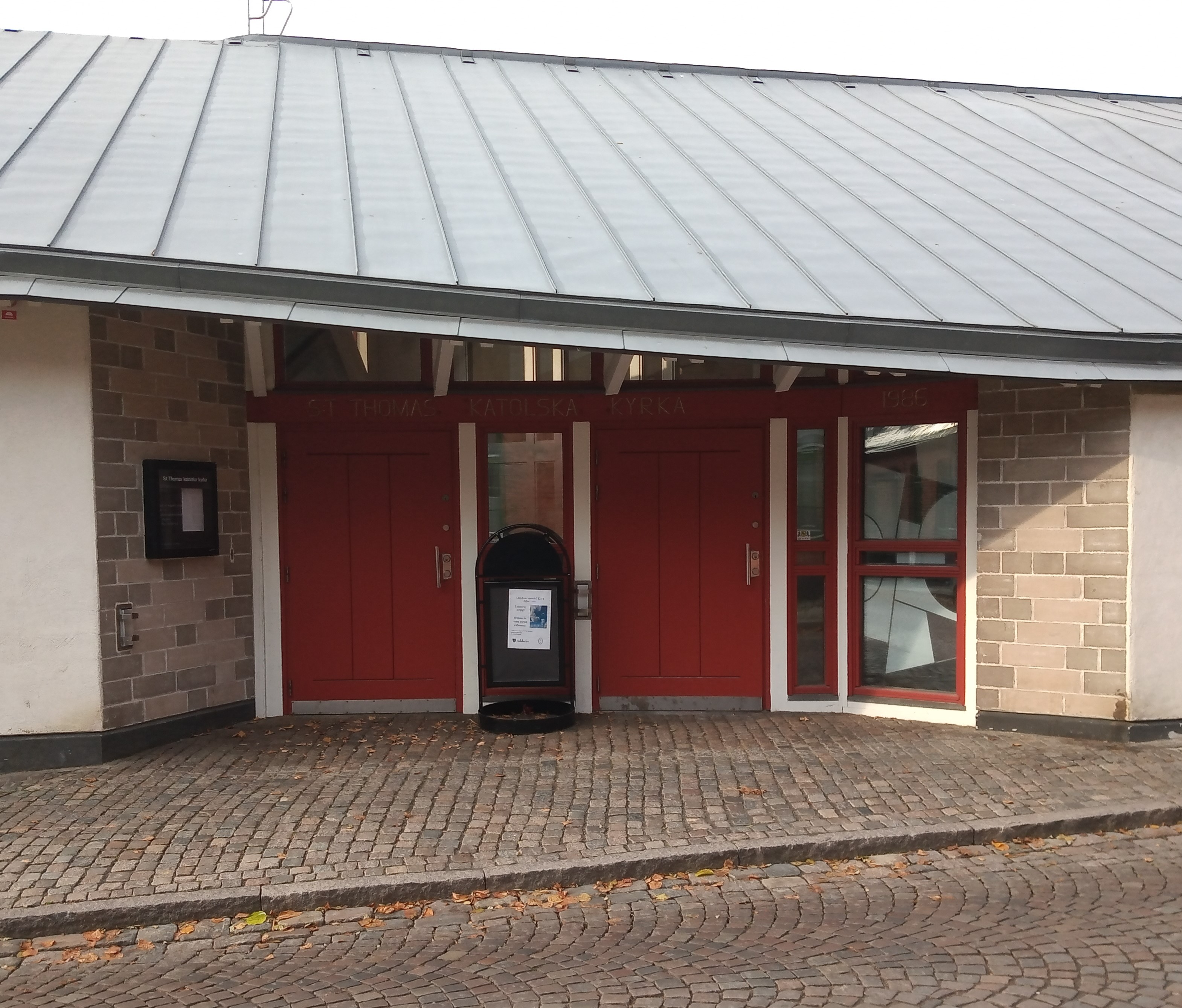
Huvudentré mot Stora Tomegatan
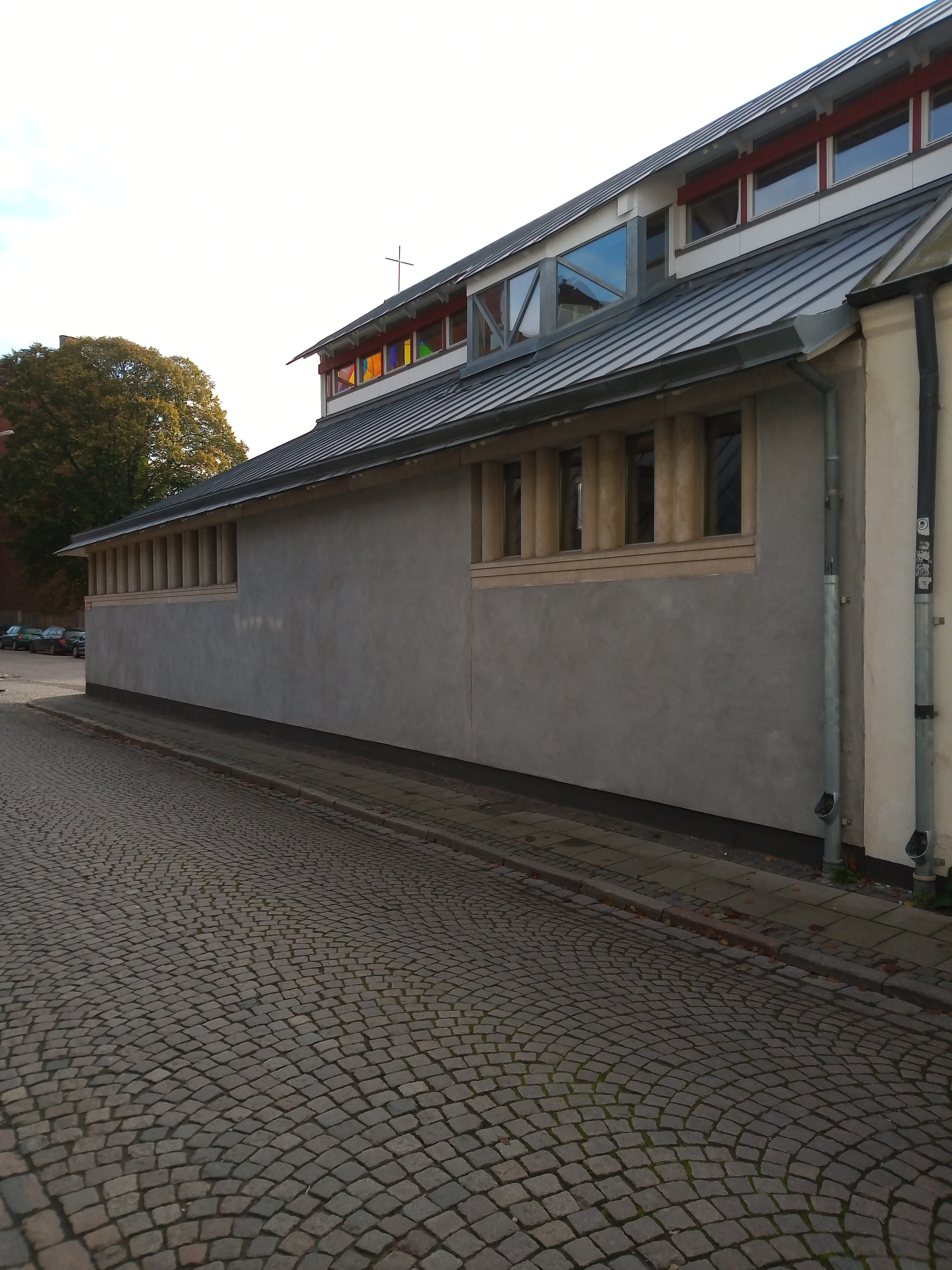
S:t Thomas kyrka sedd från Lilla Algatan
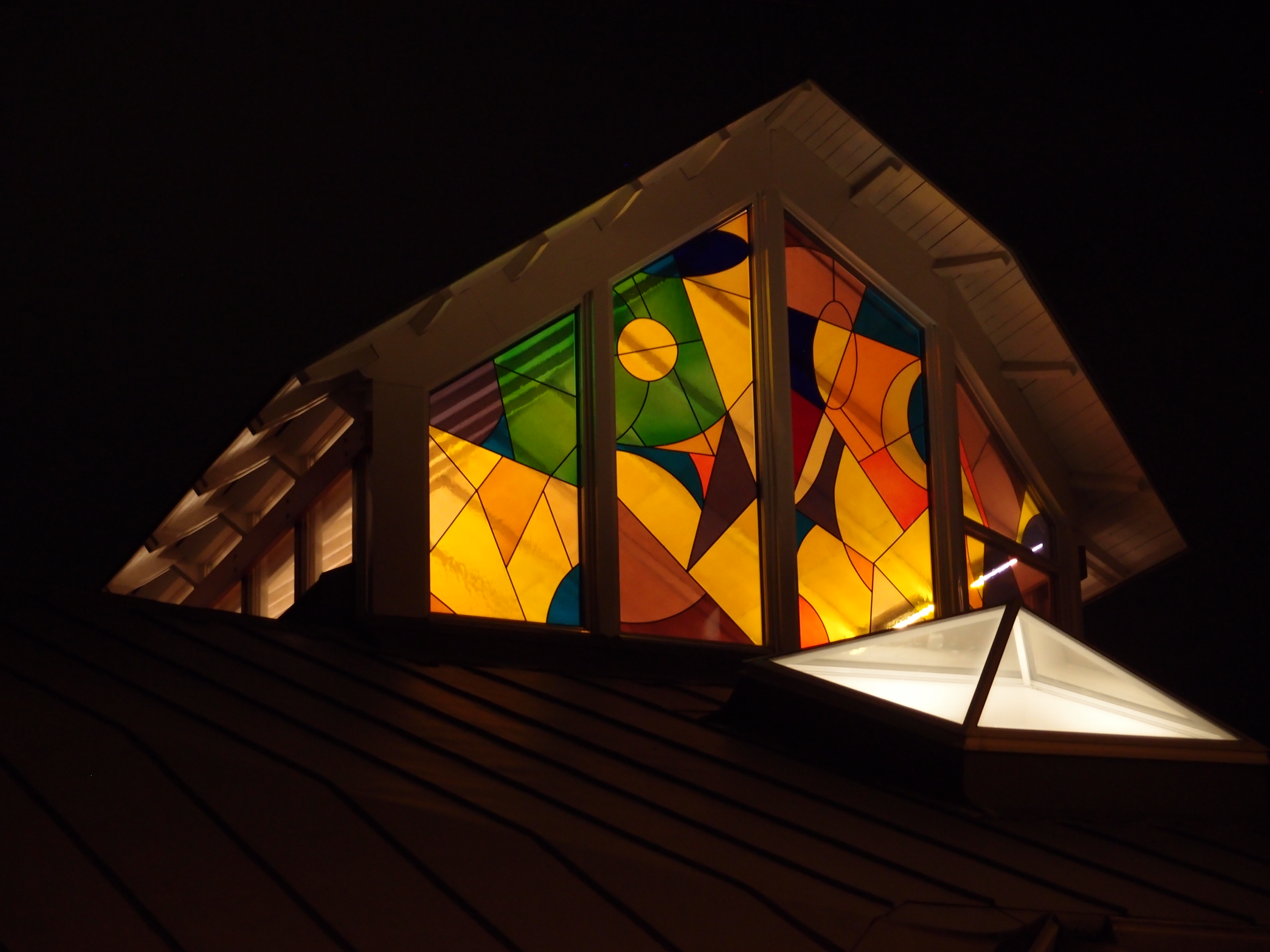
Basilikans fönster med glasmålning

## Dominikanerna i Lund
Katolikerna i Lund har länge haft nära band till Dominikanorden. På 1200-talet hade dominikanerna Svartbrödraklostret i Lund, som låg vid nuvarande Kiliansgatan.
Två präster från orden kom till Lund 1947 för att lära känna Sverige och den lutherska kyrkan och göra den katolska kyrkan känd. Man drev också ett internat för katolska pojkar som gick i skola i staden. 1948 kom dominikansystrar från Frankrike för att hjälpa till med internatet. 1957 kunde systrarna inviga ett eget kloster i Rögle öster om Lund med nära kontakt med ordensbröderna i Lund.
År 1968 beslöt ett lekmannaråd att dominikanerna skulle svara för den församling, som man hoppades kunna bilda. Sedan 2010 är det bröder från dominikanklostret på Sandgatan 8 som ansvarar.

## Närstående verksamheter

### Rögle kloster
Se Rögle kloster.

### Sankt Thomas skola
Församlingen är huvudman för friskolan Sankt Thomas skola i Sankt Lars-området. Den startades 1993 som en förskola vid Trollebergsvägen i Lund och utvidgades 1997 till grundskola. I augusti 1998 flyttade man in i nuvarande lokaler i det så kallade klockhuset i Sankt Lars-parken. Där finns nu förskola, grundskola och fritidshem. Församlingens kyrkoherde är stående ledamot i styrelsen.

### Sankta Maria Magdalenas konvent
1993 invigdes S:ta Maria Magdalenas konvent på Sandgatan 8. Det är ett litet kloster med fem eller sex dominikanbröder. Kapell med mässor, bibliotek, filmklubb mm är öppna för allmänheten. Man driver föreningen Domino katolska studenter. Sedan 2010 ansvarar bröderna för verksamheten vid Sankt Thomas församling.

### Övergripande
- S:t Thomas katolska kyrka i Lund. Lund: Församlingen. 1987. Libris 654368
- S:t Thomas katolska församling i Lund (6. uppl.). Lund: Församlingen. 1999. Libris 3152290

### Specifika referenser
1. ↑  Anjou, Marika (20 oktober 2018). ”Katolska kyrkan flyttar in i Domkyrkan”. Sydsvenska Dagbladet. https://www.sydsvenskan.se/2018-10-20/katolska-kyrkan-flyttar-in-i-domkyrkan.
2. ↑  Anjou, Marika (18 april 2019). ”Bland påsklamm och byggdamm”. Sydsvenska Dagbladet.
3. 1 2  Åkesson, Berit (30 januari 2020). ”Prestigefullt uppdrag för lokalt arkitektkontor”. Österlen-Magasinet:  sid. 12.
4. ↑  ”S:t Thomas av Aquino katolska församling”. https://stthomas.se/. Läst 8 november 2021.
5. ↑  Fahlbeck, Reinhold (21 februari 2019). ”Erik Cinthio”. Sydsvenska Dagbladet.
6. 1 2  Quiding, Inger (1986). ”Äntligen – katolska klockor ringer i Lund!”. Katolsk kyrkotidning (15):  sid. 9-11.
7. ↑  Brandoné, Bodil (15 december 1983). ”Vill vägra rivning för kyrkobygge”. Sydsvenska Dagbladet.
8. ↑  ”Lilla Algatan 8 grävskopans rov”. Sydsvenska Dagbladet. 29 mars 1985.
9. ↑  Landin, Lars; Landin, Britt-Marie (1988). ”Katolsk kyrka, Lund”. Arkitektur (1988:1):  sid. 42-47.
10. ↑  Torgny, Ove (1987). Att uppleva nya hus i Skåne. Stockholm: Svensk byggtjänst. sid. 122. Libris 7635764. ISBN 9173323357
11. ↑  Rockström, Pia (6 april 2020). ”Hallå där”. Ystads Allehanda.
12. ↑  Paillerets, Michel de (1988). Katolsk religion. Lund: Edition Sellem. sid. 41-43. Libris 791355. ISBN 99-0691597-8
13. 1 2  Fagerström, Eskil (28 oktober 2016). ”Det katolska Lund”. Sydsvenska Dagbladet.
14. ↑  ”Sankt Thomas skola”. http://www.sanktthomasskola.se/. Läst 8 november 2021.
15. ↑  ”Dominikanbröderna i Lund”. http://dominikan.nu/. Läst 8 november 2021.